# Bolsoj Uluj
Bolsoj Uluj (oroszul: Большой Улуй) falu Oroszország ázsiai részén, a Krasznojarszki határterületen, a Bolsoj Uluj-i járás székhelye.
Népessége: 3340 fő (a 2010. évi népszámláláskor).

## Elhelyezkedése
Krasznojarszktól 225 km-re nyugatra, a Csulim jobb (keleti) partján helyezkedik el.
A legközelebbi vasútállomás a transzszibériai vasútvonalon Acsinszkban van (43 km), mellyel országút köti össze.

## Története
A 20. század elején az európai országrészből áttelepülők nagyobb csoportjai érkeztek a faluba és a járás más településeire. A Bolsoj Uluj-i járást 1924-ben hozták létre, de területét 1929-ben az Acsinszki járáshoz csatolták, majd 1944-ben visszaállították a korábbi közigazgatási beosztást, Bolsoj Uluj járási székhellyel. Ugyanezt az oda- és visszaállítást 1963-ban, illetve 1965-ben megismételték.
A járás területének 60%-át erdő borítja, és gazdaságának jelentős ágazata a fakitermelés és fafeldolgozás. 
A legfontosabb ipari létesítmény azonban az Acsinszki Kőolajfinomító, mely a falutól néhány tíz km-re délre épült és 1982-ben kezdett termelni.